# Гранатомёт Таубина
АГ-2 (гранатомёт Таубина) имел калибр 40,6 мм и использовал боеприпасы, созданные на базе штатной винтовочной гранаты системы М. Г. Дьяконова. Разработан под руководством Я. Г. Таубина в 1935—1938 годах. Это оружие имело магазинное питание и допускало стрельбу одиночными выстрелами и очередями, прямым огнём или по навесной траектории. Первоначально гранатомёт устанавливался на треножный станок, позднее — на лёгкий пехотный колёсный станок по типу станка для пулемёта «Максим».

## История
Идея автоматического гранатомёта нашла противников в лице начальника Артиллерийского управления РККА Кулика и некоторых других военных руководителей. В 1937—1938 гг. на сравнительных испытаниях миномётов и гранатомётов ротного звена наряду с достоинствами гранатомёта Таубина, такими как удовлетворительная осколочность гранат, высокий средний темп огня — 436 выстрелов в минуту, было отмечено много недостатков. За счет неудовлетворительного качества пружин экстрактора и выбрасывателя, автоматика работает не вполне надежно — на 473 произведенных выстрела автоматическим огнём приходится 34 задержки, что составляет 7,2 % отказов. Пружины экстрактора и выбрасывателя менялись около 30 раз на 587 выстрелов. Недостаточная меткость, особенно боковое рассеивание. После каждой очереди необходимо закладывать отдельный патрон. Гранатомёт Таубина был отвергнут, предпочтение было отдано 50-мм миномёту обр. 1938 г. конструкции Б. И. Шавырина, который и был принят на вооружение. В ноябре 1938 года были проведены морские испытания гранатомётной системы Таубина на бронекатере типа «Д» Днепровской военной флотилии. По их результатам управление вооружения ВМФ заказало в январе 1939 года небольшую серию, но вскоре отказалось от этого заказа. В ограниченных количествах гранатомёт Таубина довольно успешно применялся Красной Армией в зимней войне с Финляндией, однако вскоре все работы по автоматическому гранатомёту были прекращены.

## Устройство

### Автоматика
Автоматика первой опытной модели гранатомета Таубина образца 1935 года работала по принципу отдачи свободного затвора. В этой модели впервые было применено магазинное заряжание из обоймы на 5 патронов, повысившее практическую скорострельность. Для автоматического гранатомета Таубина были созданы качественно новые боеприпасы — 40,8-мм унитарный выстрел с осколочной гранатой и бесфланцевой гильзой. Однако его малый пороховой заряд не обеспечивал надежной работоспособности автоматики оружия, поэтому Таубину пришлось полностью переконструировать гранатомет.

### Затвор
Затвор состоит из двух частей: стебля и остова. На остове затвора размещены три выбрасывателя (из-за крупного калибра) и клин, внутри проходит ударник. Стебель затвора совмещен со штоком для возвратно-боевой пружины.